# Okręgi wyborcze do Sejmu Ustawodawczego Rzeczypospolitej Polskiej (1919)
Okręgi wyborcze do Sejmu Ustawodawczego Rzeczypospolitej Polskiej (1919) – podział na okręgi wyborcze Rzeczypospolitej Polskiej dokonany w 1918 r. na potrzeby wyborów do Sejmu Ustawodawczego, które odbyły się 26 stycznia 1919 r.

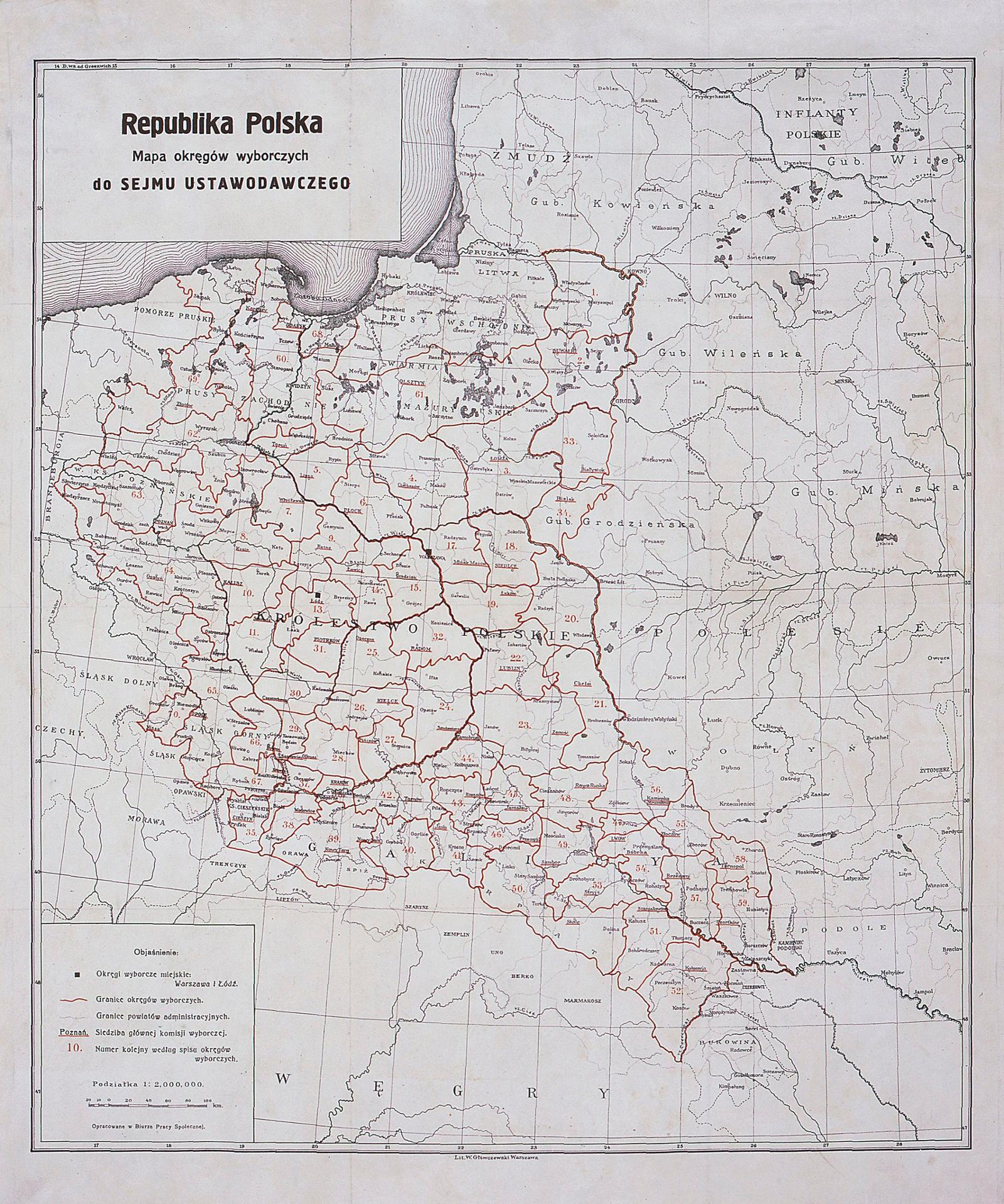
Mapa okręgów wyborczych do Sejmu Ustawodawczego w 1919

Odzyskanie niepodległości przez Polskę, w wyniku walki narodowowyzwoleńczej prowadzonej przez kilka pokoleń Polaków, połączonych z upadkiem mocarstw rozbiorowych, zaowocowało możliwością swobodnego życia politycznego. Jednym z pierwszych aktów ustawodawczych po odzyskaniu niepodległości była opracowana przez Radę Ministrów a zatwierdzona przez Naczelnika Państwa ordynacja wyborcza. Dekret o ordynacji wyborczej do Sejmu Ustawodawczego z 28 listopada 1918 r. dzielił jeszcze nieukształtowane w pełni terytorium polskie na 70 okręgów wyborczych. 
Rozdział III ordynacji stanowił: 
Art. 11. Państwo Polskie zostaje podzielone na okręgi wyborcze. Wykaz okręgów wyborczych i siedzib głównych komisji wyborczych jest wyszczególniony w dodatku Nr. I. 
Art. 12. Jeden poseł przypada przeciętnie na 50 tys. ludności okręgu; na ułamki tej liczby wynoszące powyżej 25 000 przypada jeden poseł.
Art. 13. Główna komisja wyborcza dzieli okrąg wyborczy na obwody głosowania.
Okręgi nr 1 – 34 znajdowały się na obszarze byłego Królestwa Polskiego i Okręgu Białostockiego. Okręgi nr 35 i 35a leżały na obszarze Śląska Cieszyńskiego. Okręgi nr 36–59 znajdowały się na obszarze Galicji. Zaś pozostałe okręgi wyborcze (60–70) na terenie dawnego zaboru pruskiego.
Wkrótce jednak nastąpiły zmiany. 29 listopada 1918 r. został opublikowany Dekret Tymczasowego Naczelnika Państwa o wyborach do Sejmu Ustawodawczego, zarządzający wybory powszechne na dzień 26 stycznia 1919 r. Dekret dokonywał zmian w okręgach wyborczych. Mianowicie ogłoszono wybory w 33 okręgach wyborczych na terenie byłego Królestwa Polskiego. W okręgu nr 1 (powiaty: kalwaryjski, wołkowyszki, mariampolski, władysławowski) nie ogłoszono wyborów z uwagi na fakt, że obszary te znalazły się pod jurysdykcją Litwy. Natomiast dotychczasowe dwa okręgi wyborcze na Śląsku Cieszyńskim (35 i 35a) połączono w jeden, jednocześnie zmniejszając liczbę mandatów poselskich z 11 do 8.

## Lista okręgów wyborczych
Na podstawie Dekretu o ordynacji wyborczej do Sejmu Ustawodawczego
| Nr  | Siedziba OKW        | Zasięg terytorialny | Liczba mandatów poselskich |
| --- | ------------------- | --- | -------------------------- |
| 1   | –                   | powiaty: kalwaryjski, wołkowyski, mariampolski, władysławowski | –                          |
| 2   | Suwałki             | powiaty: suwalski, sejnieński, augustowski | 4                          |
| 3   | Łomża               | powiaty: łomżyński, szczuczyński, kolneński, ostrołęcki, mazowiecki, ostrowski | 9                          |
| 4   | Ciechanów           | powiaty: mławski, przasnyski, ciechanowski, makowski, pułtuski | 8                          |
| 5   | Lipno               | powiaty: lipnowski, rypiński | 4                          |
| 6   | Płock               | powiaty: płocki, płoński, sierpecki | 6                          |
| 7   | Włocławek           | powiaty: włocławski, nieszawski | 6                          |
| 8   | Konin               | powiaty: kolski, koniński, słupecki | 7                          |
| 9   | Kutno               | powiaty: łęczycki, kutnowski, gostyński | 7                          |
| 10  | Kalisz              | powiaty: kaliski, turecki | 6                          |
| 11  | Sieradz             | powiaty: sieradzki, wieluński | 7                          |
| 12  | Łódź                | powiat: m. Łódź | 10                         |
| 13  | Łódź                | powiaty: łódzki, łaski, brzeziński | 10                         |
| 14  | Łowicz              | powiaty: łowicki, skierniewicki, rawski, sochaczewski | 6                          |
| 15  | Grodzisk            | powiaty: grójecki, błoński, lewy brzeg warszawskiego | 8                          |
| 16  | Warszawa            | powiat: m. Warszawa | 16                         |
| 17  | Mińsk-Mazowiecki    | powiaty: radzymiński, mińsko-mazowiecki, prawy brzeg warszawskiego | 7                          |
| 18  | Siedlce             | powiaty: siedlecki, węgrowski, sokołowski | 5                          |
| 19  | Łuków               | powiaty: garwoliński, łukowski | 6                          |
| 20  | Biała               | powiaty: bialski, janowski, radzyński, włodawski | 6                          |
| 21  | Chełm               | powiaty: chełmski, hrubieszowski, tomaszowski | 7                          |
| 22  | Lublin              | powiaty: puławski, lubartowski, lubelski | 10                         |
| 23  | Zamość              | powiaty: janowski, krasnostawski, biłgorajski, zamojski | 10                         |
| 24  | Sandomierz          | powiaty: sandomierski, opatowski, iłżecki | 9                          |
| 25  | Opoczno             | powiaty: opoczyński, konecki | 6                          |
| 26  | Kielce              | powiaty: kielecki, włoszczowski, jędrzejowski | 8                          |
| 27  | Pińczów             | powiaty: stopnicki, pińczowski | 6                          |
| 28  | Miechów             | powiaty: miechowski, olkuski | 6                          |
| 29  | Sosnowiec           | powiaty: będziński, dąbrowski | 9                          |
| 30  | Częstochowa         | powiaty: częstochowski, radomskowski | 9                          |
| 31  | Piotrków            | powiat: piotrkowski | 5                          |
| 32  | Radom               | powiaty: radomski, kozienicki | 7                          |
| 33  | Białystok           | powiaty: sokólski, białostocki | 7                          |
| 34  | Bielsk              | powiat: bielski | 4                          |
| 35  | Cieszyn             | miasto Bielsk, powiaty polityczne: bielski, Cieszyn, Frysztat bez gmin Orłowej, Pietwałdu, Dziećmorowic, Łazy, Sucha średnia i dolna, dalej z żupaństwa trenczyńskiego gminy Czaca, Turzówka, Rakowa, Oszczadnica, Skalite, Czarna, Oleśna, Świerczynowieś, Gorzelice, Staszków, Podwysoka, Maków i Wysoka | 8                          |
| 35a | Frydek              | miasto Frydek, powiat Frydek, gminy powiatu frysztackiego – Orłowa, Dziećmorowice, Pietwałd, Łazy, Sucha średnia i dolna | 3                          |
| 36  | Kraków              | miasto Kraków, powiaty polityczne: krakowski, podgórski, wielicki bez powiatu sądowego dobczyckiego | 8                          |
| 37  | Oświęcim            | powiaty polityczne: chrzanowski, oświęcimski, powiat sądowy bialski | 5                          |
| 38  | Wadowice            | powiaty polityczne: wadowicki, żywiecki, powiat sądowy kęcki | 5                          |
| 39  | Nowy Targ           | powiaty polityczne: nowotarski, limanowski, myślenicki, powiat sądowy dobczycki, tudzież z Orawy, ze Spiżu zaś okręgi sądowe Kezmark, Lubowla i Stara Wieś | 8                          |
| 40  | Nowy Sącz           | powiaty polityczne: nowosądecki, grybowski, gorlicki | 5                          |
| 41  | Jasło               | powiaty polityczne: jasielski, krośnieński, sanocki | 6                          |
| 42  | Tarnów              | powiaty polityczne: tarnowski, brzeski, bocheński, dąbrowski, pilzeński | 9                          |
| 43  | Rzeszów             | powiaty polityczne: rzeszowski, strzyżowski, ropczycki | 6                          |
| 44  | Tarnobrzeg          | powiaty polityczne: tarnobrzeski, niski, kolbuszowski, mielecki | 6                          |
| 45  | Jarosław            | powiaty polityczne: jarosławski, przeworski, łańcucki | 6                          |
| 46  | Przemyśl            | powiaty polityczne: przemyski, brzozowski, powiat sądowy birczański | 5                          |
| 47  | Lwów                | miasto Lwów, powiat sądowy lwowski | 6                          |
| 48  | Rawa Ruska          | powiaty polityczne: Rawa Ruska, Cieszanów, Jaworów, powiat sądowy Janów | 6                          |
| 49  | Sambor              | powiaty polityczne: Sambor, Rudki, Mościska, powiat sądowy Gródek | 6                          |
| 50  | Skole               | powiaty polityczne: Skole, Dolina, Turka, Lisko, Stary Sambor, powiat sądowy Dobromil | 9                          |
| 51  | Stanisławów         | powiaty polityczne: Stanisławów, Kałusz, Bohorodczany, tudzież powiaty Nadworna i Tłumacz bez powiatów sądowych Delatyn i Ottynia | 9                          |
| 52  | Kołomyja            | powiaty polityczne: Kołomyja, Horodenka, Śniatyn, Peczeniżyn, Kosów, powiaty sądowe: Delatyn, Ottynia | 10                         |
| 53  | Stryj               | powiaty polityczne: Drohobycz, Stryj, Żydaczów | 7                          |
| 54  | Bóbrka              | powiaty polityczne: Bóbrka, Rohatyn, Przemyślany, powiaty sądowe: Winnicki, Szczerzec | 7                          |
| 55  | Złoczów             | powiaty polityczne: Złoczów, Zborów, Brody, Założce | 6                          |
| 56  | Kamionka Strumiłowa | powiaty polityczne: Żółkiew, Sokal, Kamionka Strumiłowa | 6                          |
| 57  | Brzeżany            | powiaty polityczne: Brzeżany, Podhajce, Buczacz | 7                          |
| 58  | Tarnopol            | powiaty polityczne: Tarnopol, Zbaraż, Skałat | 6                          |
| 59  | Czortków            | powiaty polityczne: Trembowla, Husiatyn, Czortków, Borszczów, Zaleszczyki | 9                          |
| 60  | Kartuzy             | powiaty: kartuski, pucki, wejherowski, kościerski, stargardzki, kwidzyński, sztumski, grudziądzki, brodnicki, świecki, chełmiński, tczewski | 12                         |
| 61  | Olsztyn             | powiaty: ostródzki, niborski, olsztyński, reszelski, ełcki, lecki, olecki, jańsborski, szczycieński, żądzborski, lubawski, suski | 12                         |
| 62  | Toruń               | powiaty: chojnicki, tucholski, bydgoski, toruński, wąbrzeski, szubiński, wyrzyski, chodzieski, czarnkowski, żniński, wieleński | 12                         |
| 63  | Poznań              | powiaty: obornicki, szamotulski, gnieźnieński, wągrowiecki, inowrocławski, mogilnicki, poznański, grodziski, nowotomyski, międzychodzki, strzeleński, skwierzyński | 13                         |
| 64  | Gostyń              | powiaty: międzyrzecki, babimojski, kościański, śmigielski, gostyński, rawicki, leszczyński, wschowski, środzki, śremski, jarociński, pleszewski, ostrowski, ostrzeszowski, odolanowski, krotoszyński, koźmiński, witkowski, wrzesiński, kępiński                                                           | 12                         |
| 65  | Opole               | powiaty: kluczborski, oleski, opolski, kozielski, strzelecki, prudnicki, głupczycki, namysłowski, sycowski | 13                         |
| 66  | Bytom               | powiaty: tosko-gliwicki, lubliniecki, bytomski, Królewska Huta, tarnogórski | 9                          |
| 67  | Katowice            | powiaty: katowicki, zabrski, pszczyński, rybnicki, raciborski | 11                         |
| 68  | Gdańsk              | powiaty: elbląski, malborski, gdański, m. Gdańsk | 8                          |
| 69  | Złotów              | powiaty: lęborski, słupski, bytowski, człuchowski, złotowski, wałecki | 7                          |
| 70  | Nissa               | powiaty: grotkowski, niemodliński, nisski | 3                          |

### Źródła
- Dekret o ordynacji wyborczej do Sejmu Ustawodawczego (Dz. P. z 1918 r. nr 18, poz. 46)
- Dekret o wyborach do Sejmu Ustawodawczego (Dz. P. z 1918 r. nr 18, poz. 47)

### Opracowania
- A. Ajnenkiel, Historia sejmu polskiego, T. II, cz. II, II Rzeczpospolita, Warszawa 1989, s. 8–9.